# Joaquín Peiró Lucas
Joaquín Peiró Lucas   (Madrid, 29 de gener de 1936 - Madrid, 18 de març de 2020) fou un futbolista i entrenador de futbol espanyol.

## Com a futbolista
Format al planter de l'Atlètic de Madrid, i després d'estar cedit a diversos conjunts de caràcter regional (CD Covadonga, Tolosa CF, Jusa i Ferroviaria), a la campanya 55-56 debuta amb els matalassers a la Primera Divisió espanyola. Aviat esdevé un dels jugadors més destacats en el conjunt madrileny, amb qui disputa 163 partits i marca prop d'un centenar de gols en vuit campanyes. Amb ell, l'Atlético guanya dues Copes del Rei i la Recopa de 1962, on marca en la final contra l'ACF Fiorentina (tant en el primer partit, acabat en 1-1, com a la repetició, 3-0).
El 1962 viatja al Calcio italià, després de ser fitxat pel Torino FC, tot esdevenint el primer futbolista castellà en militar a la Serie A (i el segon espanyol després de Luís Suárez). A Itàlia, posteriorment fitxa per l'Inter de Milà, amb qui es proclama campió d'Europa el 1965, així com els Scudetto de 64/65 i 65/66. Va jugar com a titular la final de la Copa d'Europa de 1965, que l'Inter va guanyar contra el SL Benfica per 1 a 0 a San Siro, la segona victòria consecutiva de l'Inter en la competició.
El tercer equip al Calcio fou l'AS Roma, on milita quatre temporades, aconseguint la Coppa Italia de 1969.
Lesionat, retorna a l'Atlètic de Madrid el 1970, i després de passar la temporada en blanc, penja les botes.

### Internacional
Peiró va formar part de la selecció espanyola en dotze ocasions, entre 1955 i 1966, i va marcar cinc gols. Va participar en els Mundials de Futbol de 1962, a Xile, on va marcar davant Mèxic, i al d'Anglaterra 1966.

## Com a entrenador
La seua carrera com a tècnic arranca al filial de l'Atlètic de Madrid, l'Atlético Madrileño, al qual dirigeix entre 1978 i 1985, les darreres temporades a Segona Divisió. Entrena també en categoria d'argent al Granada CF i a la UE Figueres.
En la campanya 89/90 debuta a primera divisió amb l'Atlètic de Madrid. Acaba la temporada, després d'agafar les regnes de l'equip a la jornada 28, en substitució de Víctor Espárrago Videla. Acaba la temporada en quarta posició, però no hi té continuïtat.
Després d'entrenar al Real Múrcia i al CD Badajoz, el 1998 es fa càrrec del Màlaga CF. Serà el període més exitòs de la seua carrera. Eixe any aconsegueix l'ascens a la màxima categoria (en el qual és el retorn del club andalús després de la seua refundació) i el manté durant quatre campanyes en l'elit, incloent-hi els quarts de final a la UEFA Cup 2002/03.
Es retira com a tècnic després de dirigir de nou al Real Múrcia, ara a primera divisió, on és acomiadat a la jornada 20.